# NGC 54
NGC 54 este o galaxie spirală din constelația Cetus (sau constelația Balena). Galaxia a fost descoperită de către Ernst Wilhelm Leberecht Tempel în anul 1886. De asemenea, a fost observată încă o dată la 21 octombrie 1886 de Lewis Swift.

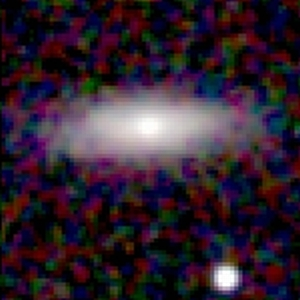
NGC 54 (2MASS)

## Legăturiexterne
- NGC 54 la WikiSky: DSS2, SDSS, GALEX, IRAS, Hydrogen α, X-Ray, Astrophoto, Sky Map, Articole și imagini
- SEDS